# Terra Rica
Terra Rica is een gemeente in de Braziliaanse deelstaat Paraná. De gemeente telt 15.060 inwoners (schatting 2009).